# Persone di cognome Willis
| Questa pagina contiene informazioni ricavate automaticamente dalle voci biografiche con l'ausilio del template Bio e di un bot. L'aggiornamento è periodico e automatico e ricostruisce completamente la pagina. Se manca una persona in questa lista, sei pregato di non aggiungerla, ma accertati piuttosto che la sua voce biografica contenga il template Bio e che i dati anagrafici siano correttamente compilati. Se il template Bio manca, inseriscilo tu stesso o, in alternativa, metti l'avviso {{tmp\|Bio}} che ne segnala la mancanza. Se i dati riportati sono sbagliati, correggi direttamente la voce biografica; le modifiche saranno visibili in questa lista entro pochi giorni. Per chiarimenti vedi il progetto antroponimi. La lista contiene solo le 64 persone che sono citate nell'enciclopedia e per le quali è stato implementato correttamente il template Bio. Pagina aggiornata al 7 giu 2025. |

Questa è una lista di persone presenti nell'enciclopedia che hanno il cognome Willis, suddivise per attività principale.

## Allenatori di football americano(1)
- Darius Willis, allenatore di football americano statunitense

## Artisti marziali misti(1)
- Justin Willis, artista marziale misto statunitense (East Palo Alto, n. 1987)

## Astronomi(1)
- John E. Willis, astronomo statunitense

## Attori(3)
- Austin Willis, attore canadese (Halifax, n. 1917 - Dartmouth, † 2004)
- Paul Willis, attore statunitense (Chicago, n. 1901 - Los Angeles, † 1960)
- Bruce Willis, attore e cantante statunitense (Idar-Oberstein, n. 1955)

## Attrici(1)
- Rumer Willis, attrice e cantante statunitense (Paducah, n. 1988)

## Autori di giochi(1)
- Lynn Willis, autore di giochi statunitense († 2013)

## Bassisti(1)
- Gary Willis, bassista statunitense (Longview, n. 1957)

## Biologhe(1)
- Katherine Willis, biologa, ecologa e politica britannica (Londra, n. 1964)

## Calciatori(4)
- Chavany Willis, calciatore giamaicano (Kingston, n. 1997)
- Joe Willis, calciatore statunitense (Saint Louis, n. 1988)
- Roger Willis, ex calciatore inglese (Sheffield, n. 1967)
- Stephen Willis, calciatore cookese (n. 1986)

## Calciatrici(1)
- Kailey Willis, calciatrice maltese (n. 2003)

## Cantanti(5)
- Chick Willis, cantante e chitarrista statunitense (Contea di Monroe, n. 1934 - Forsyth, † 2013)
- Chris Willis, cantante statunitense (Atlanta, n. 1969)
- Chuck Willis, cantante statunitense (Atlanta, n. 1926 - Chicago, † 1958)
- Ike Willis, cantante e chitarrista statunitense (Saint Louis, n. 1955)
- Victor Willis, cantante, compositore e attore statunitense (Dallas, n. 1951)

## Cantautrici(2)
- Allee Willis, cantautrice e compositrice statunitense (Detroit, n. 1947 - Los Angeles, † 2019)
- Kelly Willis, cantautrice statunitense (Annandale, n. 1968)

## Cestiste(2)
- Courtney Willis, ex cestista statunitense (Fayetteville, n. 1982)
- Lisa Willis, ex cestista e allenatrice di pallacanestro statunitense (Long Beach, n. 1984)

## Cestisti(5)
- Darral Willis, cestista statunitense (Madison, n. 1996)
- Derek Willis, cestista statunitense (Louisville, n. 1995)
- John Willis, ex cestista statunitense (Newark, n. 1952)
- Kevin Willis, ex cestista statunitense (Los Angeles, n. 1962)
- Payton Willis, cestista statunitense (Fayetteville, n. 1998)

## Chitarristi(1)
- Pete Willis, chitarrista e compositore britannico (Sheffield, n. 1960)

## Conduttrici televisive(1)
- Emma Willis, conduttrice televisiva, conduttrice radiofonica e ex modella britannica (Sutton Coldfield, n. 1976)

## Doppiatori(1)
- Dave Willis, doppiatore, sceneggiatore e produttore televisivo statunitense (Wichita Falls, n. 1970)

## Giocatori di curling(1)
- Errick Willis, giocatore di curling canadese (Boissevain, n. 1896 - Winnipeg, † 1967)

## Giocatori di football americano(9)
- Brayden Willis, giocatore di football americano statunitense (Dallas, n. 1999)
- Donald Willis, ex giocatore di football americano statunitense (Goleta, n. 1973)
- Jordan Willis, giocatore di football americano statunitense (San Diego, n. 1995)
- Khari Willis, giocatore di football americano statunitense (Jackson, n. 1996)
- Malik Willis, giocatore di football americano statunitense (Atlanta, n. 1999)
- Patrick Willis, ex giocatore di football americano statunitense (Bruceton, n. 1985)
- Peter Tom Willis, ex giocatore di football americano statunitense (Morris, n. 1967)
- Ray Willis, ex giocatore di football americano statunitense (Angleton, n. 1982)
- Bill Willis, giocatore di football americano statunitense (Columbus, n. 1921 - Columbus, † 2007)

## Ingegneri(1)
- Geoff Willis, ingegnere britannico (Southampton, n. 1959)

## Magistrati(1)
- Fani Willis, magistrato e avvocato statunitense (Inglewood, n. 1971)

## Medici(2)
- Francis Willis, medico e presbitero britannico (Lincoln, n. 1718 - Greatford, † 1807)
- Thomas Willis, medico e anatomista britannico (Wiltshire, n. 1621 - Londra, † 1675)

## Mezzofondisti(1)
- Nick Willis, mezzofondista neozelandese (Lower Hutt, n. 1983)

## Musicisti(1)
- Matt Willis, musicista, attore e personaggio televisivo britannico (Londra, n. 1983)

## Organisti(1)
- Henry Willis, organista e organaro inglese (Londra, n. 1821 - Londra, † 1901)

## Pallavoliste(1)
- Emmaline Willis, pallavolista statunitense (Boulder, n. 1997)

## Patologi(1)
- Rupert Allan Willis, patologo australiano (Yarram, n. 1898 - Birkenhead, † 1980)

## Pianisti(1)
- Larry Willis, pianista e compositore statunitense (Harlem, n. 1942 - Baltimora, † 2019)

## Piloti motociclistici(1)
- Mark Willis, pilota motociclistico australiano (Narrabri, n. 1976)

## Politici(2)
- Francis Willis, politico statunitense (Contea di Frederick, n. 1745 - Contea di Maury, † 1829)
- Frank B. Willis, politico statunitense (Lewis Center, n. 1871 - Delaware, † 1928)

## Produttori discografici(1)
- Ski, produttore discografico statunitense (Greensboro)

## Pugili(1)
- Anthony Willis, ex pugile britannico (Liverpool, n. 1960)

## Rugbisti a 15(1)
- Royce Willis, ex rugbista a 15 neozelandese (Tokoroa, n. 1975)

## Saggiste(1)
- Ellen Willis, saggista, critica musicale e giornalista statunitense (New York, n. 1941 - New York, † 2006)

## Scenografi(2)
- Adam Willis, scenografo statunitense (Contea di Sampson)
- Edwin B. Willis, scenografo statunitense (Decatur, n. 1893 - Los Angeles, † 1963)

## Scrittrici di fantascienza(1)
- Connie Willis, scrittrice di fantascienza statunitense (Denver, n. 1945)

## Tennisti(1)
- Marcus Willis, tennista britannico (Slough, n. 1990)

## Senza attività specificata(1)
- Beverly Willis, architetta, pittrice e artista statunitense (Tulsa, n. 1928 - Branford, † 2023)